# Lunds akademiska kör
Lunds akademiska kör (LAK) är en ung kör med lång tradition och hög ambitionsnivå. Kören bildades 1927 som damkör, men bildades senare om till blandad kör för att kunna utöka sin repertoar. Sångarna i kören är till största del studenter och doktorander med god körvana och stort musikintresse. LAK har varit knuten till Lunds universitet sedan 2007 och är sedan januari 2014 officiell ensemble vid universitetets musikenhet Odeum, där körens ledare Cecilia Martin-Löf anställdes som kördirigent 2007.
LAK ger årligen ett tiotal publika konserter och medverkar med sång vid universitetets högtider såsom professorsinstallationer och doktorspromotioner. Repertoaren är varierad, men tyngdpunkten finns i den klassiska musiken för kör a cappella. Genom åren har LAK uppfört flera av körlitteraturens stora verk, men också presenterat mindre kända verk för sin publik. Under de senaste åren har kören bland annat framfört Buxtehudes Membra Jesu Nostri, Schütz Weihnachtshistorie med musiker på tidstypiska instrument, Martins Mässa för dubbelkör och nordisk musik av bl.a. Werle, Mäntyjärvi och Holten. Julen 2009 framförde kören Bachs Juloratorium tillsammans med orkestern Rebaroque och 2011 gjordes Purcells kammaropera Dido och Aeneas i en uppskattad scenisk familjeversion som även framfördes på Festspelen i Piteå 2012.
Sommaren 2008 reste LAK till Polen för att tävla i en internationell körfestival, och vann där under Cecilia Martin-Löfs ledning pris för bästa dirigent, bästa interpretation av polskt stycke och tävlingens Grand Prix. Därefter har kören gjort konsertturnéer till t.ex. Berlin, Würzburg, Greifswald, Lübeck, Småland, makedonska Ohrid och Kalifornien tillsammans med Palaestra Vokalensemble och Akademiska kapellet.
Under hösten 2010 spelade kören in sin andra CD, En stjärna gick på himlen fram, tillsammans med Emma Reid, Emma Johansson och Ensemble Mare Balticum. Denna repertoar med julig svensk folkmusik bearbetad av körens dirigent Cecilia Martin-Löf har följt med kören i olika projekt tillsammans med före detta medlemmar: t.ex. trettonhelsturnéer till Tyskland 2013 och 2015 och en repdag med julkonsert i december 2013.
Under 2012 år första halva gjorde LAK en djupdykning i den ryska körskatten med gästdirigent Maria Goundorina och under våren 2015 i den amerikanske med gästdirigent R. Paul Crabb. Tillsammans med Malmö Symfoniorkester och ett antal andra lundakörer har LAK gjort Verdis Messa da Requiem (2011) och Beethovens Nia (2013) och Brahms Ein deutsches Requiem (2014). Kören samarbetar även med Akademiska kapellet i större verk och klassiska julkonserter.

## Historia
Lunds akademiska kör grundades 1927 under namnet Lunds kvinnliga studentkör, av studentkårens vid Lunds universitet vice ordförande Anna Munck af Rosenschöld (senare Anna Munck Falk).
1948, då John Fernström var körens dirigent, ombildades kören till blandad kör och antog sitt nuvarande namn.

## Dirigenter
- Maria Håkansson 	1927–1931
- Gerhard Lundkvist 	1931–1937
- Eldhagen & Åhlund 	1937–1941
- John Fernström      1941–1948

LAK i dvala 	        1948–1951
- Nils Guttorp 	        1951–1954
- Olle Nilsson 	        1954–1966
- Bertil Hallin 	        1966–1969
- Carl Hevelius 	        1970
- Eva Bohlin 	        1970–1978
- Peter Wallin 	        1978–1990
- Johan-Magnus Sjöberg 1990–1993
- Lena Ekman Frisk 	1993–1994
- Fredrik Malmberg 	1994–1996
- Harald Eikaas 	        1996–1998
- Sofia Söderberg Eberhard 1998–2005
- Christoffer Nobin 	2006–2007
- Cecilia Martin-Löf 	2007–